# Percival Bromfield
Percival Bromfield (* April 1886 in Birmingham; † 1947 in Poplar) war ein englischer Tischtennisspieler. Er war Teilnehmer der ersten Weltmeisterschaft und gilt als Erfinder des Gummibelags für Tischtennisschläger, mit dem er den Rückhand-Flick als Angriffsschlag praktizierte. Er beherrschte auch den Topspin.

## Werdegang
Anfang der 1900er Jahre belegte Bromfield seinen Schläger mit einem Gummibelag. Dadurch erhöhte er die Ballkontrolle und damit seine Spielstärke.

### Nationale Erfolge
In der Folge nahm er zusammen mit seinem Bruder in London mit Erfolg an zahlreichen Turnieren teil. 1904/05 gewann er die Nationale Englische Meisterschaft ("All England Ping Ping Association Cup"). Dies gelang ihm nochmals 1923/24. 1921/22 unterlag er im Halbfinale dem späteren Sieger Donaldson. 1923/24 schied er bei der Meisterschaft von Middlesex im Halbfinale gegen Prashant N. Nanda aus. Im gleichen Jahr verlor er gegen den gleichen Gegner im Endspiel der Londoner Meisterschaft (Indian Students Hostel).

### Internationale Erfolge
Von 1923 bis 1926 spielte er mit einer englischen Auswahl viermal gegen Wales.
1926 vertrat er England bei der ersten Tischtennisweltmeisterschaft, die in London durchgeführt wurde. Hier war er der älteste Teilnehmer. Mit dem englischen Team erreichte er Platz 3. Im Einzelwettbewerb unterlag er dem deutschen Hans-Georg Lindenstaedt mit 1:3. Im Doppel spielte er mit Lionel Farris. Dieses Doppel gewann in der ersten Runde gegen Charles Allwright/William J. Pope, schied danach aber gegen die späteren Zweiten Zoltán Mechlovits/Bela von Kehrling (Ungarn) aus. Im Mixed trat er mit Mrs. Bromfield an (evtl. seine Tochter, siehe unten). Gegen die späteren Sieger Zoltán Mechlovits/Mária Mednyánszky (Ungarn) verloren sie mit 0:2.

### Funktionär
1921 gehörte Bromfield zu den Mitbegründern des englischen TT-Verbandes Ping-Pong Association (PPA), der sich 1922 als Table Tennis Association (TTA) neu gründete. Hier fungierte er als Präsident und Finanzdirektor (Vice president).

## Privat
Percival Bromfields wuchs auf in den Londoner Stadtteilen Chiswick und Hornsey. Von Beruf war er Fabrikant von Bekleidung. 1911 heiratete er Lillian E. Woodruff, mit ihr hatte er eine Tochter namens Valerie, die auch erfolgreich Tischtennis spielte. So gewann sie 1930/31 die englische Meisterschaft. Gemäß der ITTF-Datenbank nahm an der WM 1926 eine "Valerie Bromfield" teil. Es könnte sich um Percival Bromfields Tochter gehandelt haben, zumal er mit ihr zusammen Mixed spielte. Percival Bromfields jüngerer Bruder Donald Arthur (* 1885; † 1915) war ebenfalls im Tischtennis aktiv.

## Turnierergebnisse
| Verband | Veranstaltung     | Jahr | Ort    | Land | Einzel    | Doppel    | Mixed         | Team |
| ------- | ----------------- | ---- | ------ | ---- | --------- | --------- | ------------- | ---- |
| ENG     | Weltmeisterschaft | 1926 | London | ENG  | letzte 64 | letzte 16 | Viertelfinale | 3    |